# Соколовская волость (Карачевский уезд)
Соколо́вская волость — административно-территориальная единица в составе Карачевского уезда.
Административный центр — село Соколово.
Волость была образована в ходе реформы 1861 года.
В 1880-х годах Соколовская волость была упразднена, а её территория присоединена к Бутерской волости.
Ныне вся территория бывшей Соколовской волости входит в состав Навлинского района Брянской области.